# Paul Thalheimer
Paul Thalheimer (25. května 1884 Heilbronn – 22. prosince 1948 Schrobenhausen) byl německý malíř a grafik, který se věnoval především náboženské tematice.

## Život
Studoval umění od roku 1906 do roku 1909 na Akademii výtvarných umění ve Stuttgartu u Roberta Poetzelbergera a od roku 1908 do roku 1912 v Mnichově na Akademii výtvarných umění u Petera von Halm a Ludwiga von Herterich. Po dokončení studia zůstal v Mnichově. Jako člen Mnichovské secese se účastnil jejích výstav, například v mnichovské Glaspalast. Byl také členem „Německé společnosti pro křesťanské umění“ sídlící v Mnichově. V roce 1928 byl jmenován profesorem. V tomtéž roce vystavoval na Benátském bienále.
V roce 1937 bylo jeho dílo označeno za „zvrhlé umění“. Dvě jeho díla byla zabavena a spolu s mnoha dalšími vystavena na výstavě Entartete Kunst v Mnichově.
Před rokem 1939 navštívil Spojené státy, kde se v Los Angeles setkal s kolegyní ze studií v Mnichově Nelbert Chouinardovou (1879–1969). Zde jej také portrétoval americký malíř William Frederick Foster (1883–1953).
V roce 1953 se v Mnichově konala výstava jeho děl.

## Dílo

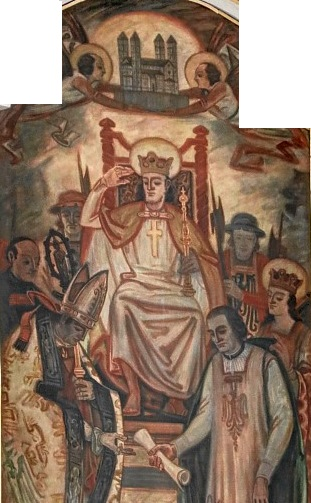
St. Heinrich, Fürth, retabulum
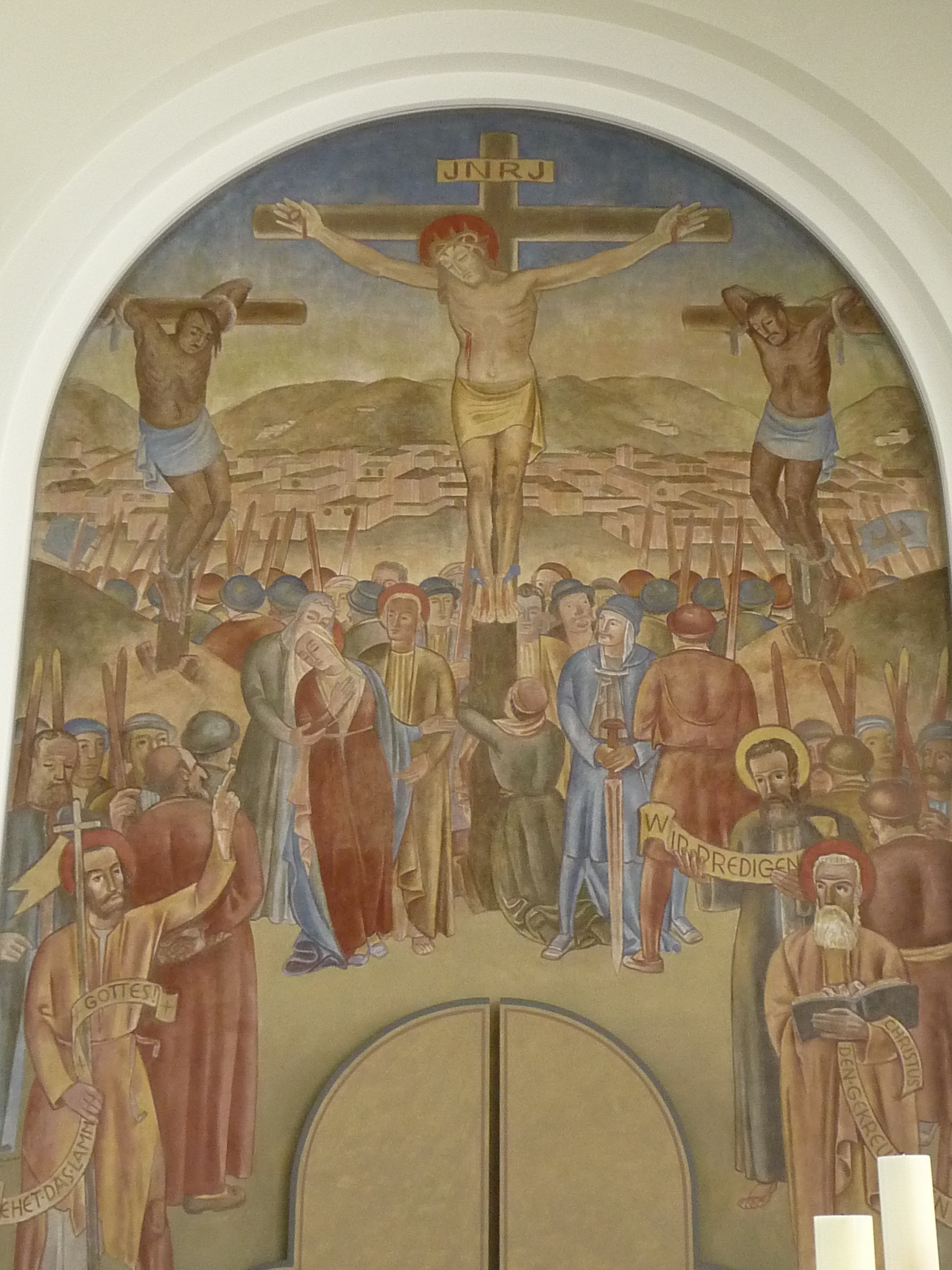
Ludwigskirche, Bad Dürkheim, ukřižování – freska
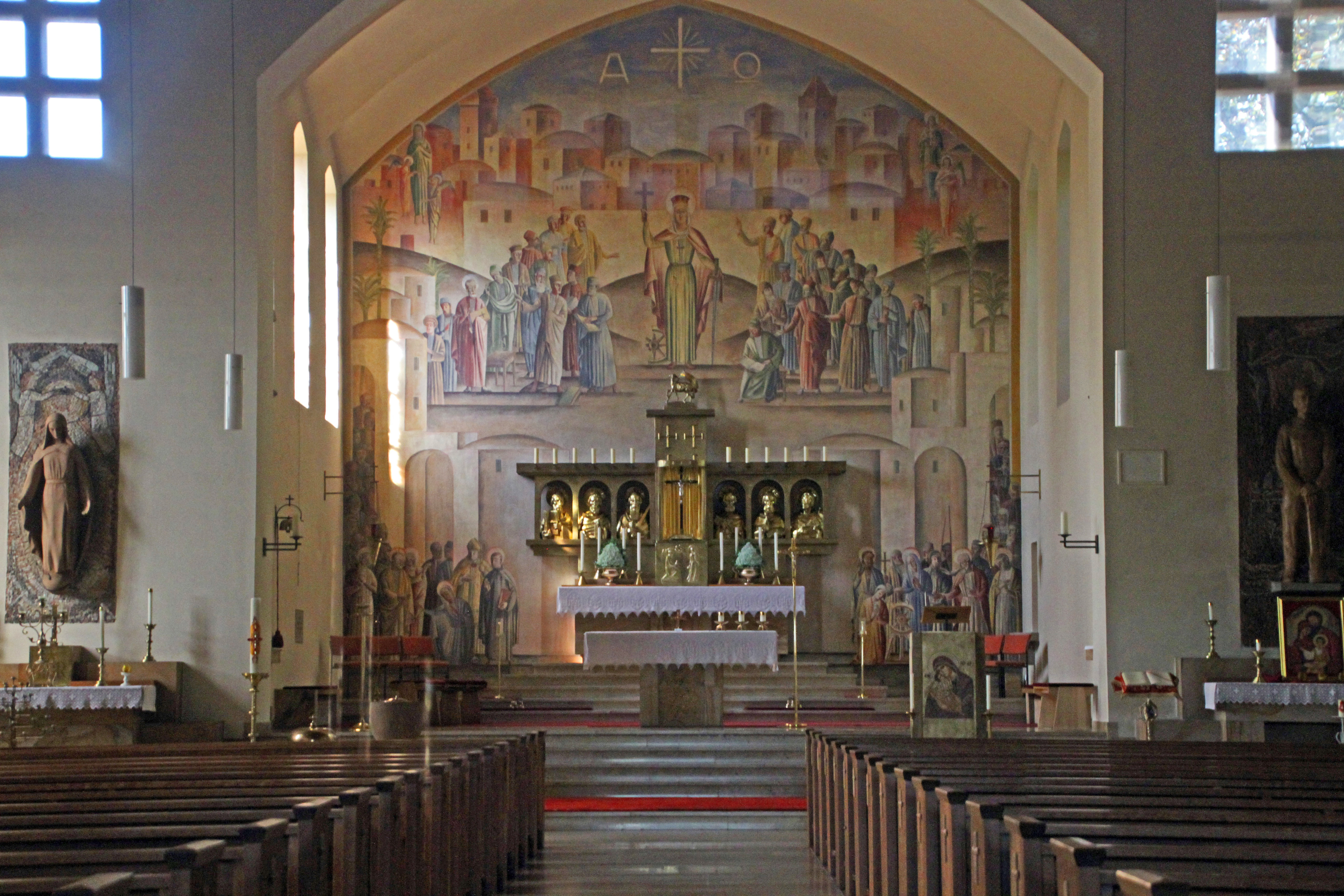
Kostel sv. Kateřiny, Leimen
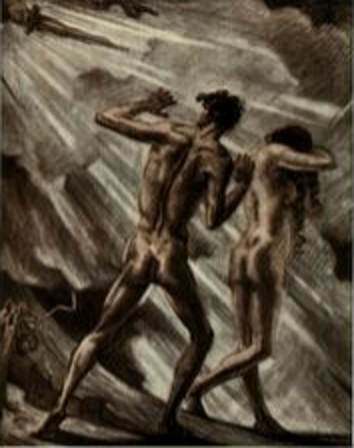
Vyhnání z ráje, 1925
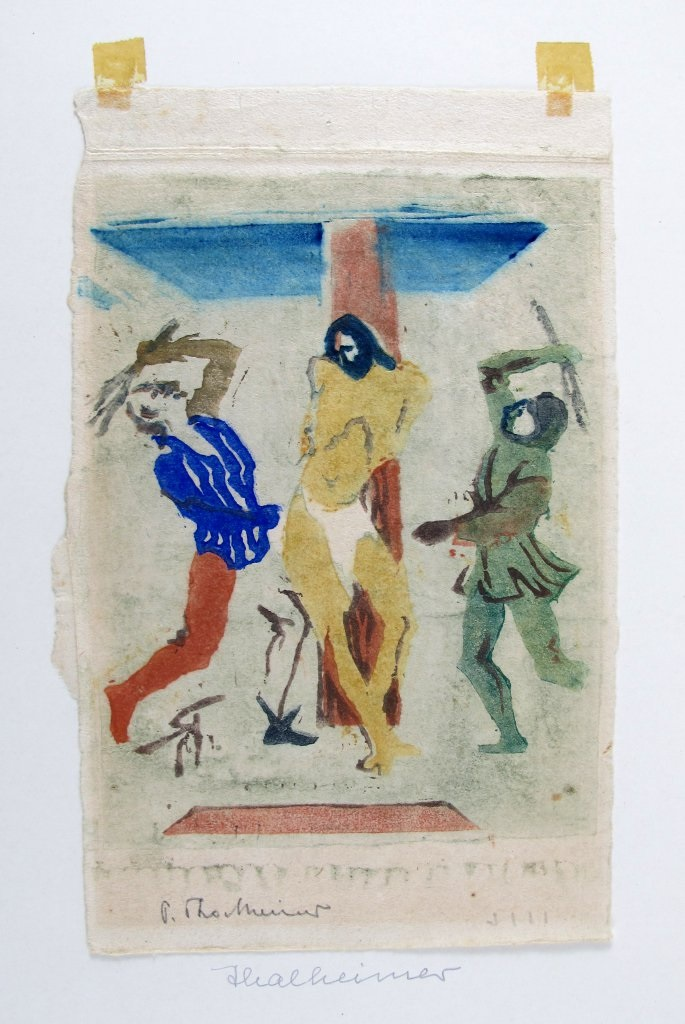
kolorovaný dřevořez Geißelung Christi, 1920